# Ana María Vigara Tauste
Ana María Vigara Tauste (Almadenejos, 21 de septiembre de 1955 - Madrid, 11 de octubre de 2012) fue una lingüista y filóloga española, que destacó en los estudios de la lengua coloquial, humor y género.

## Trayectoria
Nació en Almadenejos (Ciudad Real) y realizó los estudios de Filología en la Universidad Complutense. 
Como profesora de los alumnos de primero en la Facultad de Ciencias de la Información de la Universidad Complutense, se inició en los estudios de la lengua coloquial y juvenil. En 1992, reeditada en 2005, apareció una obra imprescindible para el estudio de la lengua oral: Morfosintaxis del español coloquial. Esbozo estilístico. Igualmente realizó varios estudios sobre el habla juvenil: «Los jóvenes nunca han escrito ni se han comunicado tanto como ahora», decía.
Estudiaba directamente el español actual, para su libro El chiste y la comunicación lúdica: lenguaje y praxis grabó durante un año más de 200 chistes en distintos círculos. Son de destacar sus colaboraciones en esta área con el mundo árabe y en especial con la Universidad de El Cairo, cuyo departamento de español le concedió una medalla con ocasión de los 25 años de dicho departamento.
En el área de la comunicación coordinó el doctorado en Lengua y Literatura y su relación con los medios de comunicación. En 1992 se inició su colaboración en el máster del periódico ABC que duró hasta 2011, cuando lo dejó para iniciar un periodo de investigación en EE. UU.  Para este periódico redactó, junto a un equipo de expertos formado por Joaquín Amado, José Alejandro Vara, Carlos Maribona, Juan Espejo y Valentín García Yebra, el Libro de Estilo (2001).
También era especialista en cuestiones relacionadas con el sexismo en el lenguaje, coordinando y coeditando dos volúmenes de artículos sobre la materia. «La lengua no es sexista, pero lo es lo que hacemos con ella», solía decir a sus alumnos. Desde 2009 formó parte del Consejo Asesor de Idiomaydeporte.com desde 2009 coordinando la sección Mujeres para el deporte.
Formó parte del comité científico de revistas dedicadas al estudio de la lengua, Oralia, Tabanque y Español Actual, pero cabe destacar sus colaboraciones en la revista Espéculo, donde creó la sección «El cajetín de la lengua», para la resolución de dudas lingüísticas.
Casada y madre de tres hijos, tuvo que abandonar su proyecto de investigación en EE. UU. al sobrevenirle la enfermedad de la que murió.

## Obras
- Aspectos del español hablado: aportaciones al estudio del español coloquial (1980). SGEL: Sociedad General Española de Librería.
- Morfosintaxis del español coloquial: esbozo estilístico (1992). Editorial Gredos, 2.ª ed. 2005.
- El chiste y la comunicación lúdica: lenguaje y praxis (1994). Ediciones Libertarias.

### Coordinaciones
- Sexo, género, discurso (2002). Coordinado en colaboración con Rosa María Jiménez Catalán. Ediciones del Laberinto.
- De igualdad y diferencias: diez estudios de género (2009). Huerga & Fierro.